# 埃斯蒂亚莱斯克
埃斯蒂亚莱斯克（法語：Estialescq，法語發音：[ɛstjalɛsk]）是法国大西洋比利牛斯省的一个市镇，属于奥洛龙-圣玛丽区。

## 地理
埃斯蒂亚莱斯克（43°13'11"N, 0°33'7"W）面积5.14 平方千米，位于法国新阿基坦大区大西洋比利牛斯省，该省份为法国东南部省份，涵盖了贝阿恩与北巴斯克，西临大西洋比斯開灣，北至朗德省，东北接热尔省，东临上比利牛斯省，南与西班牙接壤。
与埃斯蒂亚莱斯克接壤的市镇（或旧市镇、城区）包括：埃斯库特、戈埃斯、拉瑟布、莫南、普雷西永。
埃斯蒂亚莱斯克的时区为UTC+01:00、UTC+02:00（夏令时）。

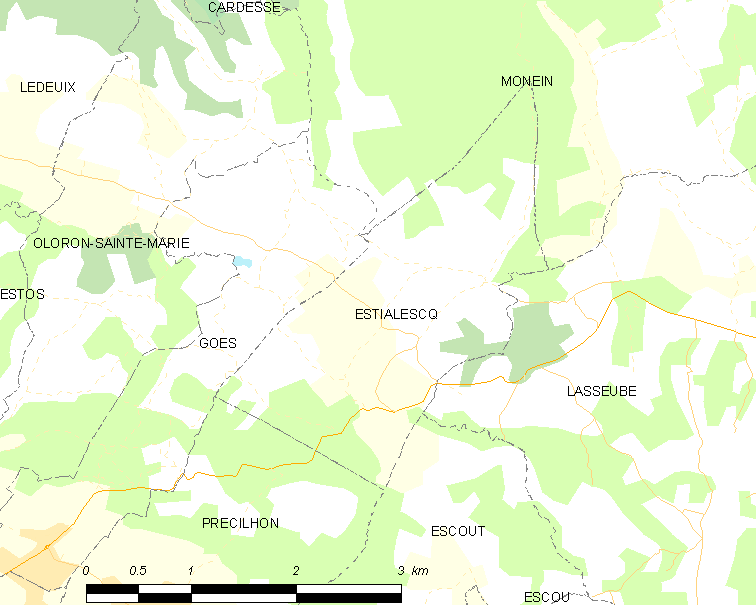
埃斯蒂亚莱斯克的OSM定位图

## 行政
埃斯蒂亚莱斯克的邮政编码为64290，INSEE市镇编码为64219。

## 政治
埃斯蒂亚莱斯克所属的省级选区为奥洛龙-圣玛丽第二县。

## 人口

1962-2008年间埃斯蒂亚莱斯克人口变化图示

埃斯蒂亚莱斯克于2022年1月1日时的人口数量为260人。